# Празднование 300-летия воссоединения Украины с Россией
Трёхсотлетие воссоединения Украины с Россией (укр. 300-річчя возз'єднання України з Росією) —  празднование  в честь Переяславского соглашения 1654 года о вхождении Войска Запорожского в состав Русского царства на правах автономии. Отмечалось в 1954 году.

## Мероприятия
В рамках подготовки к юбилею была создана специальная Республиканская комиссия в ознаменование 300-летия Союза России и Украины[неизвестный термин] во главе с Первым секретарем Коммунистической партии Украины Алексеем Кириченко. Также до этого в 1953 году в Москве был издан трехтомный свод документов и материалов под названием «Воссоединение Украины с Россией», подготовленный совместно Институтом истории АН СССР, Института истории АН УССР и Украинского архивного управления и включал 747 документов периода с 1620 по 1654 год. Материалы подготовлены группой московских и украинских историков, созданной в 1952 г. и утвержденной ЦК КПСС.
В связи с празднованием, в 1954 году Крымская область была передана из состава РСФСР в УССР.
В этот период телевещание в СССР   находилось в зачаточном состоянии, поэтому большая часть мероприятий транслировались лишь по радио.

## Значение
Стремление Украины к воссоединению с Россией — одна из главных тем советской историографии. Согласно Украинской советской энциклопедии, в XVIII веке не было разделов Польши, а было воссоединение украинских земель (присоединение Правобережной Украины к России).
Передачу Крымской области из состава РСФСР в состав УССР связывают, в том числе, с желанием советской номенклатуры преподнести подарок УССР в честь празднования 300-летия воссоединения Украины с Россией.

## Галерея

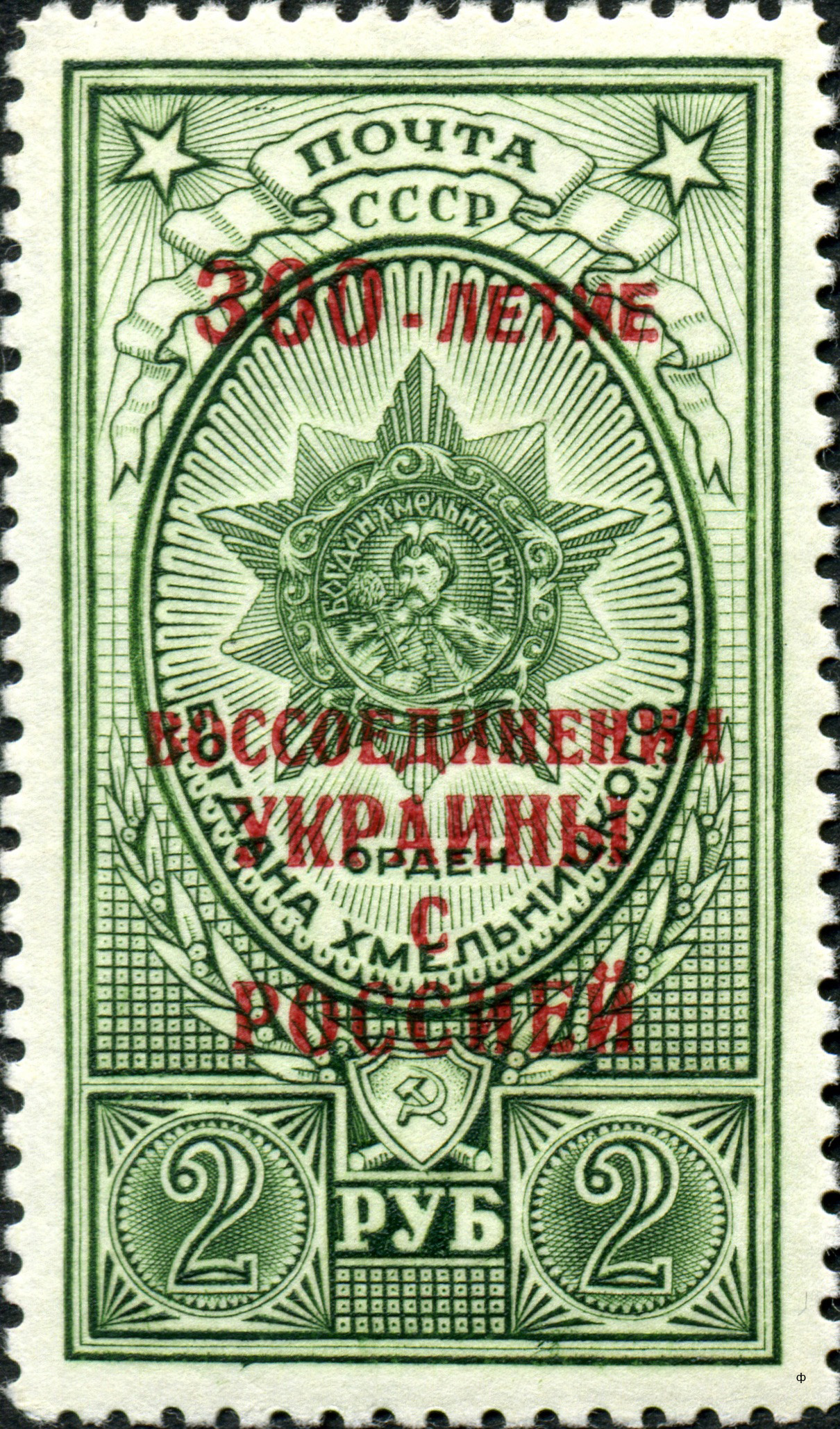
Советская марка 2 рубля (1954 г.)
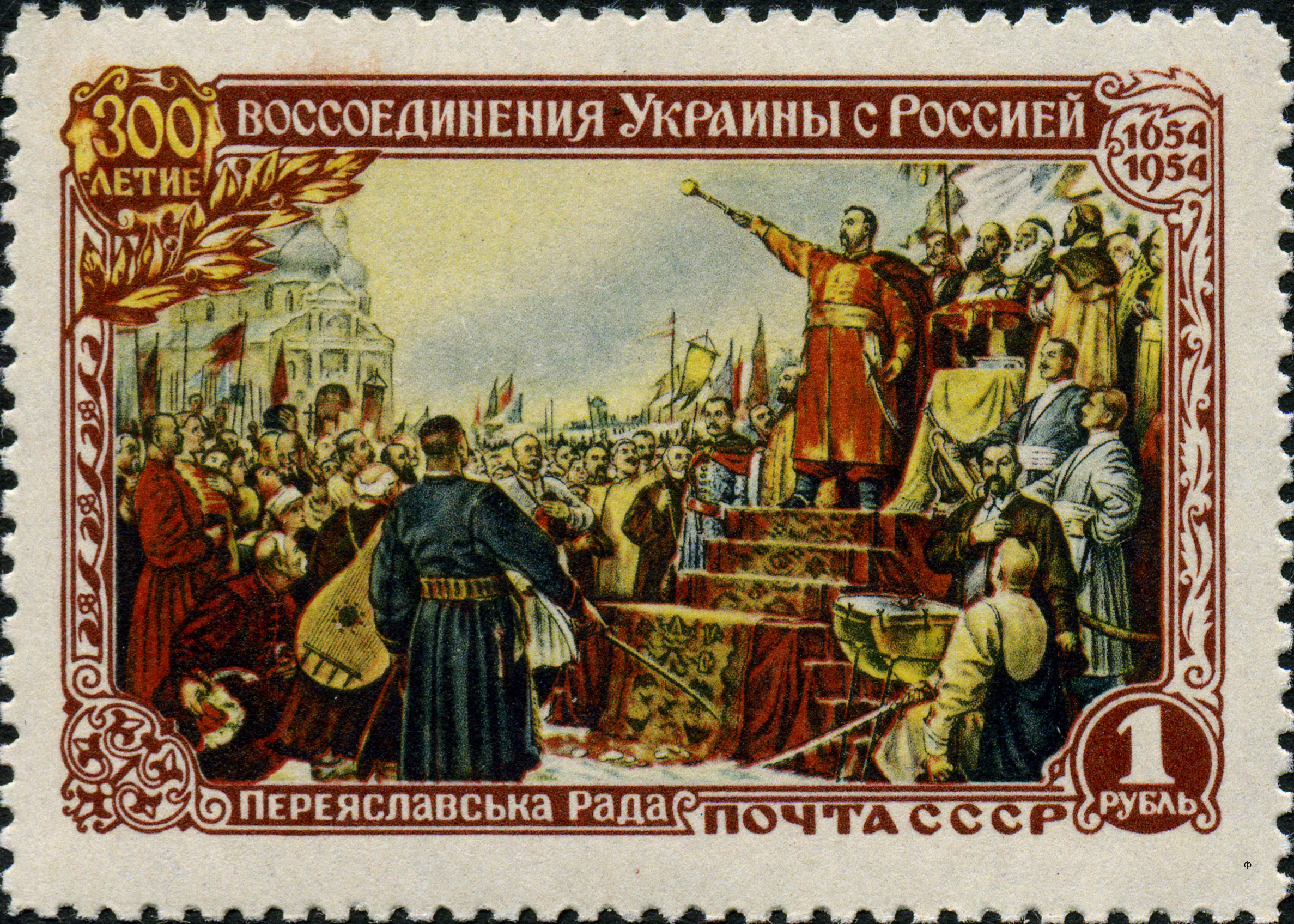
Советская марка номиналом 1 рубль (1954 г.)
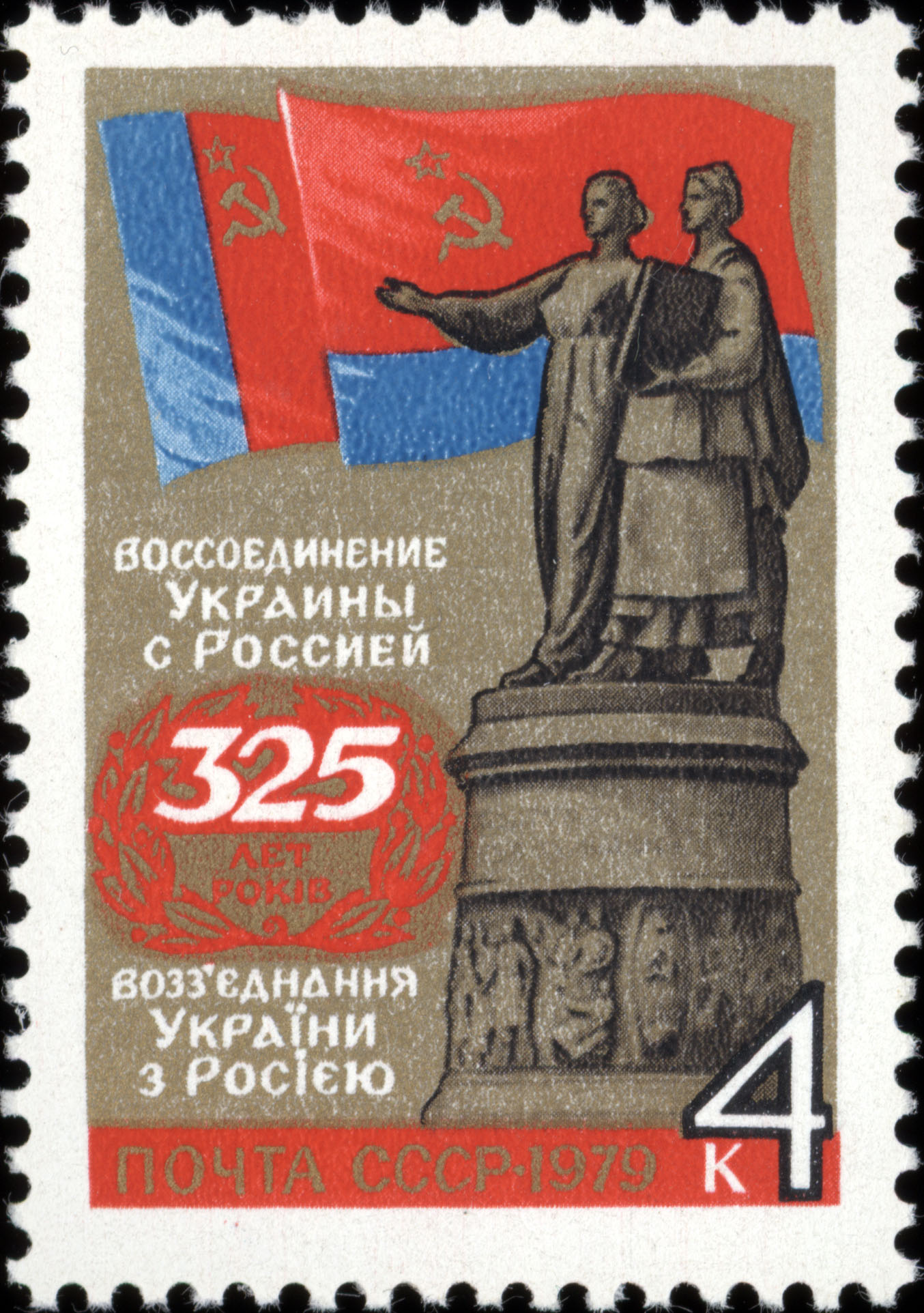
Советская марка 4 копейки (1979 г.)
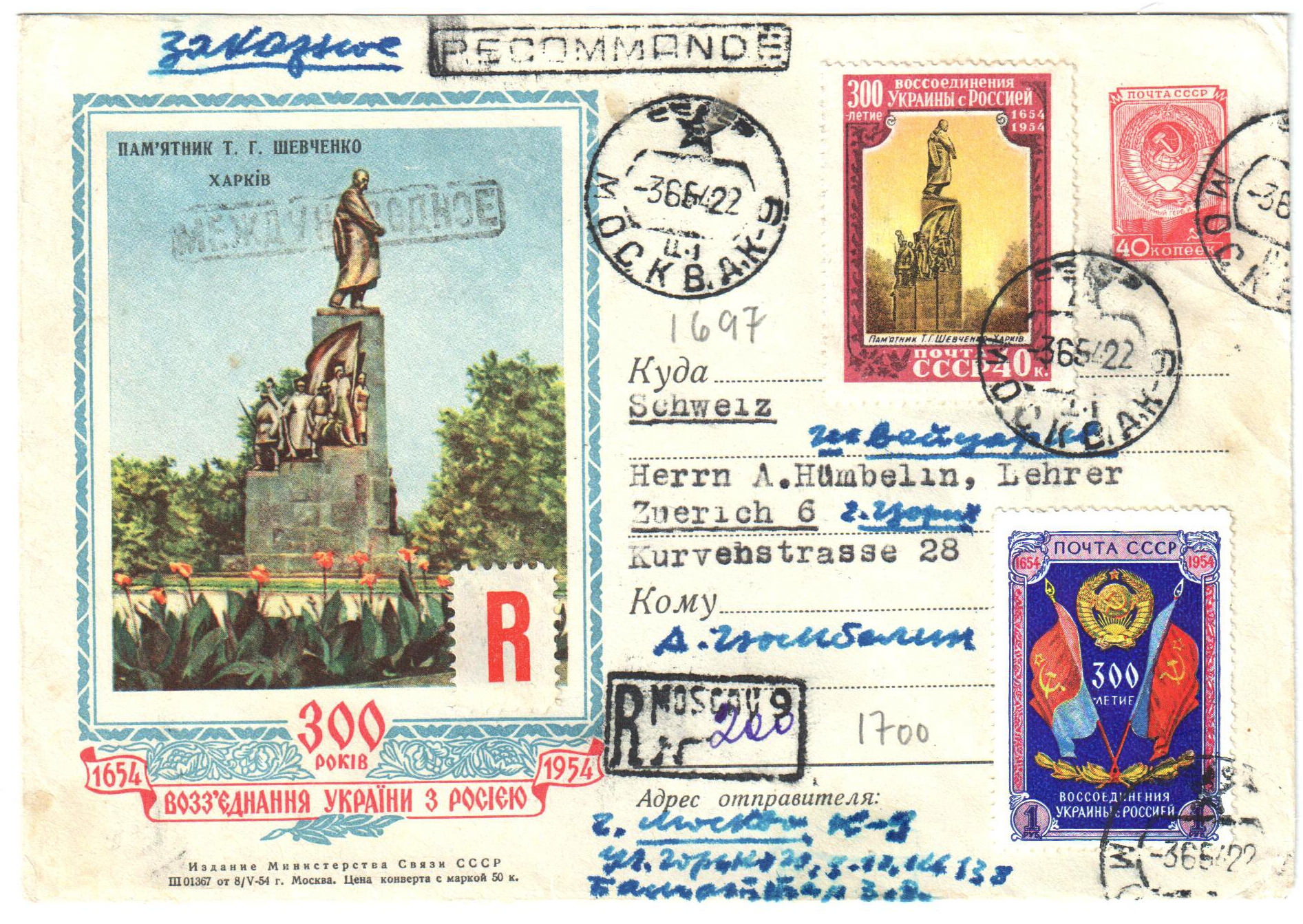
Конверт 1954 года с дополнительными советскими марками
Советский памятник в Переяславе-Хмельницком «Навсегда вместе – навеки с русским народом»
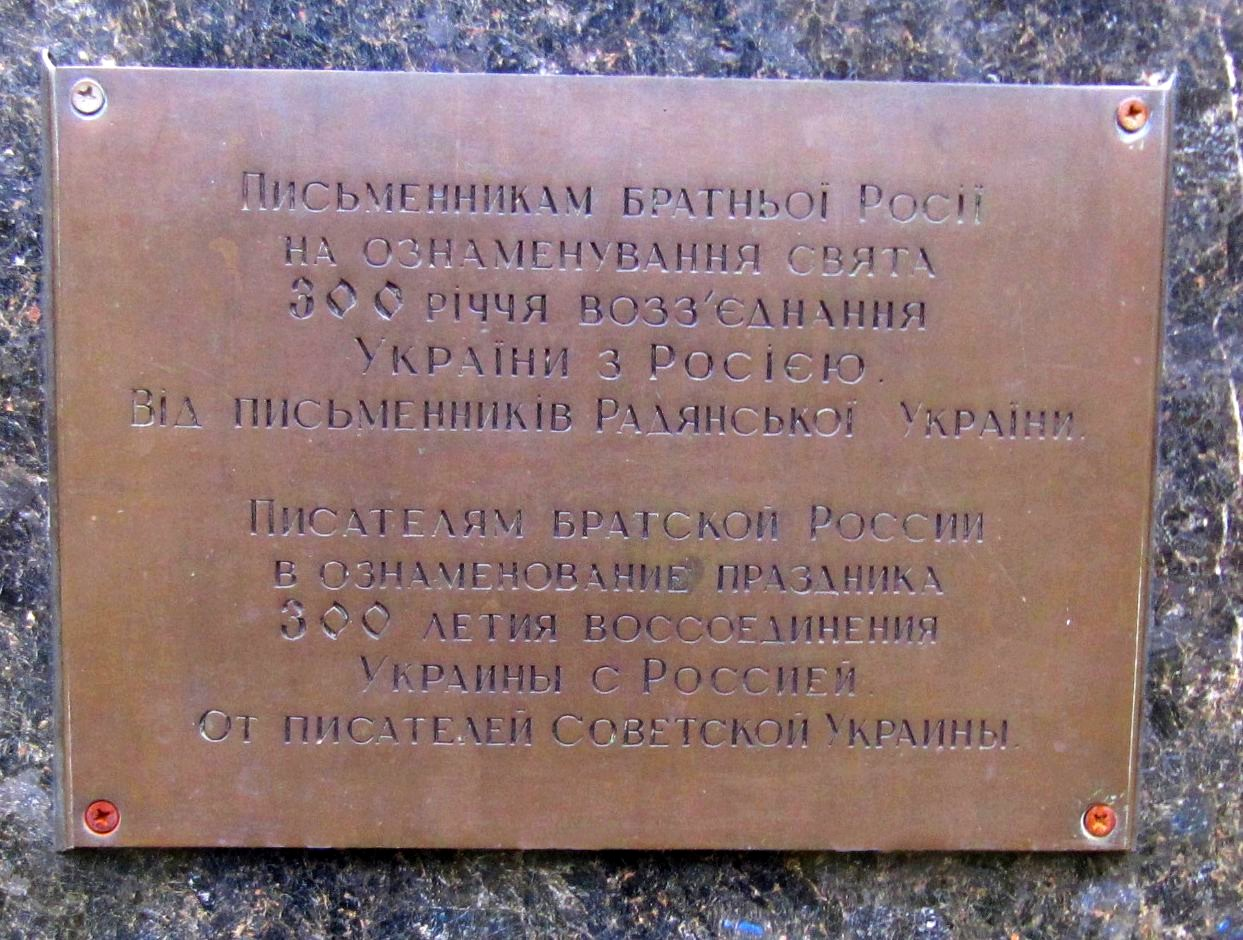
Советская памятная табличка на памятнике Льву Толстому